# Home Island
Home Island, de asemenea cunoscută la nivel local ca Pulu Selma, este una dintre cele două insule permanent locuite dintre cele 26 din Atolul de Sud al Insulelor Cocos, Oceania. Are o suprafață de 95 de hectare și aici se află cea mai mare așezare din teritoriu, Bantam, cu o populație de aproximativ 500.